# Kento Haneda
Kento Haneda (羽田 健人?, Haneda Kento; Shimamoto, 7 luglio 1997) è un calciatore giapponese, difensore dello Shimizu S-Pulse.